# Matteo Priuli
Matteo Priuli (Venezia, 1577 – Roma, 13 marzo 1624) è stato un cardinale italiano.

## Biografia
Membro della potente famiglia veneziana dei Priuli, era figlio di Antonio, 94º doge di Venezia e di Elena Barbarigo.
La famiglia aveva già dato alla Chiesa in precedenza un cardinale (Lorenzo Priuli) e vari vescovi; nel secolo successivo darà ben tre altri cardinali (Pietro Priuli, Luigi Priuli e Antonio Marino Priuli).
Dato che aveva ben 13 fratelli e che il padre dovette sobbarcarsi forti debiti per il mantenimento della famiglia, Matteo fin dalla giovane età fu indirizzato verso la carriera ecclesiastica e fu inviato a Roma, dove poi fu nominato ciambellano d'onore.
Nominato cardinale da papa Paolo V nel concistoro del 19 settembre 1616, ricevette la beretta cardinalizia con il titolo di San Girolamo degli Schiavoni.
Partecipò al conclave del 1621 che elesse papa Gregorio XV ed il 23 giugno 1621 optò per il titolo di San Marco, di maggior prestigio per i cardinali di origine veneziana.
Partecipò al conclave del 1623 che elesse papa Urbano VIII.  Di temperamento sano e robusto, creato appena Cardinale, cominciò a dare in cattiva disposizione, per cui ridottosi ad estrema debolezza si ammalò e si spense a soli 47 anni. È sepolto nella Basilica di San Marco Evangelista al Campidoglio in una tomba vicino all'altar maggiore.